# Manden i røret
|  | Denne artikel er oprettet af botten Steenthbot ud fra en ekstern database. Den kan derfor have sproglige fejl eller mangler. Denne skabelon kan fjernes efter kontrol af indholdet. |

Manden i røret er en dansk kortfilm fra 2010 instrueret af Jakob Adolfsen.

## Handling
En forsikringssælger bliver presset på jobbet af hans hårde og ubarmhjertige chef. Mandens indre væsen gør oprør, men er det kun en drøm, eller gør manden virkelig det, som vi alle får lyst til, når det produktive samfund presser sider frem i os, som vi ikke selv ønsker tilstedeværelsen af?